# Pesto

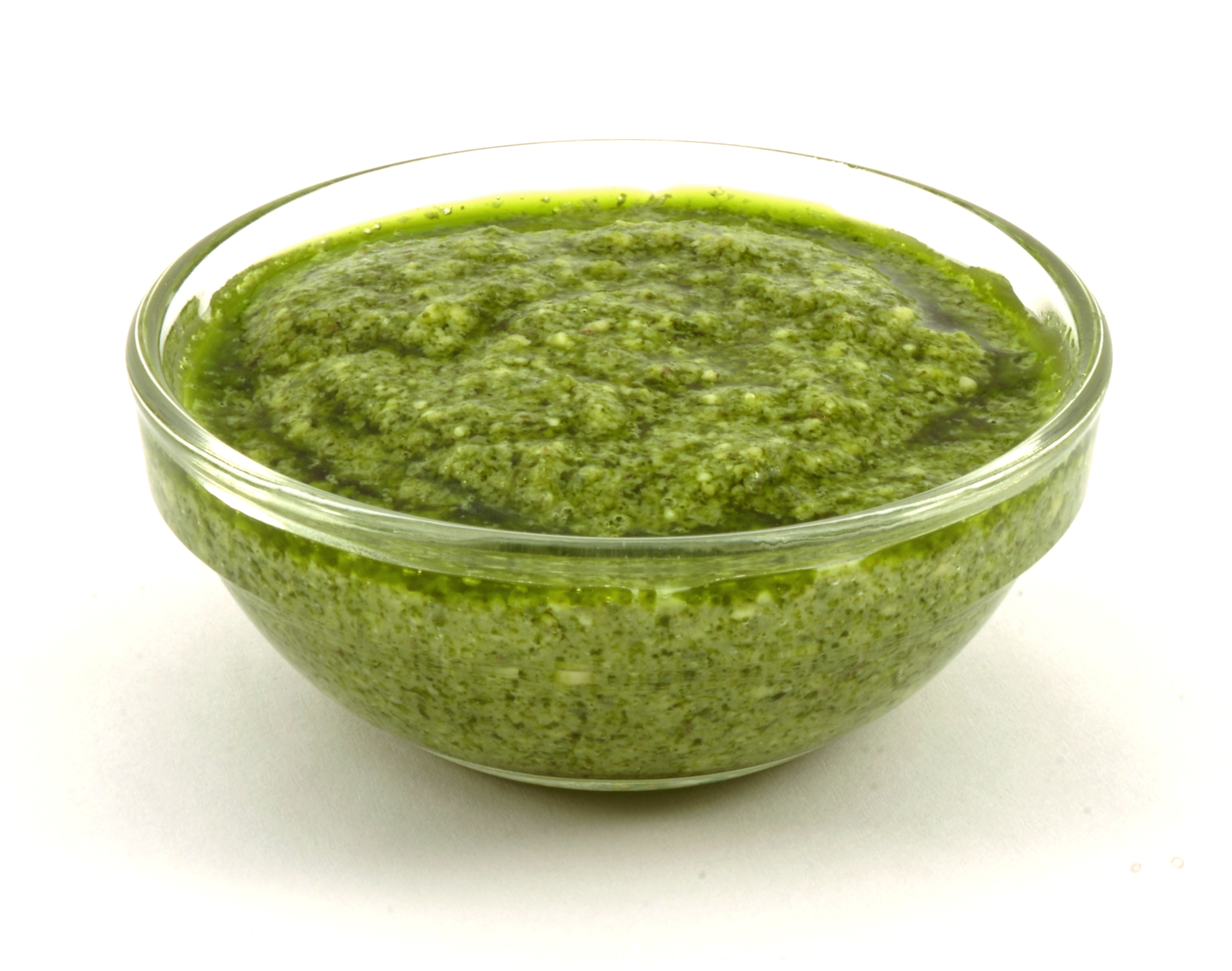
Basilikapesto.

Pesto är en röra med ursprung från Italien. Pesto alla genovese (diakritiskt tecknad standarditalienska: pésto àlla genovése, "pesto från Genua") kallas basilikapesto på italienska, en vanlig grön pesto som fått sin färg av basilika. Det finns även andra varianter.
Pesto skall, som namnet antyder (av italienska pestàre som betyder "att stöta"), stötas i mortel. Ingredienserna är riven parmesanost, vitlök, basilika, pinjenötter och olivolja. Man börjar med att stöta vitlöken med osten och nötterna, sedan det gröna, sist rörs oljan i. Peston kan göras fast till konsistensen eller mer flytande.
Ordet pesto finns belagt i svenska språket sedan 1990. Det var också under 1990-talet den blev populär i Sverige. I svenskan har pestovarianterna ofta namn efter huvudingrediensen eller färgen, exempelvis basilikapesto (grön pesto), tomatpesto (röd pesto) och paprikapesto. De italienska varianterna kan ha namn som pesto alla genovese, pesto rosso (röd pesto), pesto calabrese och pesto arrabbiata.
Pesto används främst till pastarätter. Pesto alla genovese kan även användas till fiskrätter eller i soppor.